# Fussballclub Aarau 1902 2013-2014
Questa voce raccoglie le informazioni riguardanti il Aarau nelle competizioni ufficiali della stagione 2013-2014.

## Stagione
Nella stagione 2013-2014 l'Aarau, allenato da René Weiler, concluse il campionato di Super League al 9º posto. In Coppa Svizzera l'Aarau fu eliminato agli ottavi di finale dal San Gallo.

## Rosa
| N. |                     | Ruolo | Calciatore       |
| -- | ------------------- | ----- | ---------------- |
| 1  | Svizzera (bandiera) | P     | Joël Mall        |
| 3  | Lettonia (bandiera) | D     | Nauris Bulvītis  |
| 4  | Haiti (bandiera)    | D     | Kim Jaggy        |
| 5  | Italia (bandiera)   | C     | Luca Radice      |
| 6  | Svizzera (bandiera) | C     | Sandro Burki     |
| 7  | Svizzera (bandiera) | C     | Stephan Andrist  |
| 8  | Svezia (bandiera)   | A     | Linus Hallenius  |
| 10 | Svizzera (bandiera) | C     | Alain Schultz    |
| 11 | Svizzera (bandiera) | C     | Daniel Gygax     |
| 13 | Svizzera (bandiera) | D     | Bruno Martignoni |
| 14 | Svizzera (bandiera) | C     | Sven Lüscher     |

| N. |                           | Ruolo | Calciatore            |
| -- | ------------------------- | ----- | --------------------- |
| 16 | Svizzera (bandiera)       | D     | Olivier Jäckle        |
| 18 | Germania (bandiera)       | P     | Lars Unnerstall       |
| 19 | Argentina (bandiera)      | D     | Juan Pablo Garat      |
| 20 | Venezuela (bandiera)      | D     | Alexander González    |
| 21 | Argentina (bandiera)      | A     | Dante Senger          |
| 22 | Rep. del Congo (bandiera) | D     | Igor N'Ganga          |
| 23 | Moldavia (bandiera)       | C     | Artur Ioniță          |
| 24 | Svizzera (bandiera)       | C     | Sandro Foschini       |
| 25 | Svizzera (bandiera)       | C     | Christopher Teichmann |
| 30 | Svizzera (bandiera)       | P     | Swen König            |

## Organigramma societario
Area tecnica
- Allenatore: René Weiler
- Allenatore in seconda: Thomas Binggeli, Reto Jäggi
- Preparatore dei portieri: Gianluca Riommi
- Preparatori atletici:

## Calciomercato

### Sessione estiva
| Acquisti | Acquisti              | Acquisti     | Acquisti |
| R.       | Nome                  | da           | Modalità |
| -------- | --------------------- | ------------ | -------- |
| C        | Mërgim Brahimi        | Grasshoppers |          |
| D        | Kim Jaggy             | Wil          |          |
| D        | Alexander González    | Young Boys   |          |
| A        | Linus Hallenius       | Genoa        |          |
| P        | Swen König            | Bellinzona   |          |
| D        | Bruno Martignoni      | Locarno      |          |
| A        | Otele Mouangue        | Lucerna      |          |
| C        | Christopher Teichmann | Baden        |          |

| Cessioni | Cessioni           | Cessioni | Cessioni |
| R.       | Nome               | a        | Modalità |
| -------- | ------------------ | -------- | -------- |
| C        | David Marazzi      | Servette |          |
| D        | Jiří Koubský       | Wil      |          |
| C        | Roman Buess        | Locarno  |          |
| D        | Davide Giampà      | Wohlen   |          |
| P        | Predrag Pribanovic | Baden    |          |
| D        | Silvan Widmer      | Udinese  |          |

### Sessione invernale
| Acquisti | Acquisti        | Acquisti   | Acquisti |
| R.       | Nome            | da         | Modalità |
| -------- | --------------- | ---------- | -------- |
| C        | Daniel Gygax    | Lucerna    |          |
| C        | Stephan Andrist | Basilea    |          |
| P        | Lars Unnerstall | Schalke 04 |          |
| D        | Nauris Bulvītis | Skonto     |          |
| C        | Luca Radice     | Winterthur |          |

| Cessioni | Cessioni       | Cessioni     | Cessioni |
| R.       | Nome           | a            | Modalità |
| -------- | -------------- | ------------ | -------- |
| C        | Davide Callà   | Basilea      |          |
| C        | Daniele Romano | Wohlen       |          |
| C        | Mërgim Brahimi | Grasshoppers |          |

## Risultati

### Super League

#### Prima fase, girone di andata
| Arbitro: | Studer |

|                                      |           |           |
| Salah 23’ Bobadilla 64’ Streller 73’ | Marcatori | 80’ Garat |

| Arbitro: | Jaccottet |

|                                             |           |                 |
| Jäckle 13’ Staubli 21’ Callà 33’ Ioniță 36’ | Marcatori | 8’, 40’ Bozanić |

| Arbitro: | Klossner |

|                                        |           |                        |
| Hajrović 5’, 49’ Khalifa 74’ Gashi 85’ | Marcatori | 13’ Ioniță 31’ Staubli |

| Arbitro: | Studer |

|                     |           |                      |
| Lüthi 10’ Sadik 27’ | Marcatori | 3’ (rig.), 90’ Callà |

| Arbitro: | Pache |

|  |           |                                                 |
|  | Marcatori | 16’ Zárate 53’, 74’ (rig.) Costanzo 69’ Steffen |

| Arbitro: | Jaccottet |

|                  |           |                                      |
| Tafer 90’ (rig.) | Marcatori | 13’ (aut.) Sonnerat 57’ (aut.) Meoli |

| Arbitro: | Graf |

|  |           |               |
|  | Marcatori | 14’ Itaperuna |

| Arbitro: | Pache |

|                          |           |                 |
| N'Ganga 6’ Hallenius 90’ | Marcatori | 19’, 48’ Mathys |

| Arbitro: | Erlachner |

|             |           |                      |
| Etoundi 67’ | Marcatori | 28’ Callà 45’ Senger |

#### Prima fase, girone di ritorno
| Arbitro: | Kever |

|                       |           |                                 |
| Senger 5’ Schultz 33’ | Marcatori | 24’ Coly 66’ Katz 90’ Feindouno |

| Arbitro: | Jaccottet |

|                      |           |  |
| Rodríguez 64’ (rig.) | Marcatori |  |

| Arbitro: | Graf |

|                                                            |           |              |
| Callà 21’ (rig.), 32’ Schultz 60’ Ioniță 71’ Hallenius 89’ | Marcatori | 83’ Henrique |

| Arbitro: | Hänni |

|                            |           |  |
| Frey 20’, 63’ Affolter 81’ | Marcatori |  |

| Arbitro: | Erlachner |

|               |           |              |
| Hallenius 50’ | Marcatori | 90’ Streller |

| Arbitro: | Hänni |

|                       |           |                                      |
| Garat 17’ N'Ganga 23’ | Marcatori | 32’ Caio 59’, 66’ Gashi 82’ Ngamukol |

| Arbitro: | Pache |

|           |           |                           |
| Herea 90’ | Marcatori | 32’ Andrist 68’ Hallenius |

| Arbitro: | Ouschan |

|          |           |  |
| Sarr 86’ | Marcatori |  |

| Arbitro: | Jaccottet |

|                          |           |               |
| Lüscher 61’ González 77’ | Marcatori | 76’ Schneuwly |

#### Seconda fase, girone di andata
| Arbitro: | Jaccottet |

|             |           |            |
| Lüscher 34’ | Marcatori | 49’ Mathys |

| Arbitro: | Erlachner |

|             |           |                          |
| Khalifa 69’ | Marcatori | 5’ Hallenius 18’ Lüscher |

| Arbitro: | Schärer |

|                                                   |           |                        |
| Winter 26’ Rangelov 80’ (rig.) Kahraba 90’ (rig.) | Marcatori | 5’ Ioniță 56’ González |

| Arbitro: | Bieri |

|             |           |                               |
| Schultz 40’ | Marcatori | 55’ Rikan 88’ (rig.) Henrique |

| Arbitro: | Graf |

|  |           |             |
|  | Marcatori | 50’ Andrist |

| Arbitro: | Erlachner |

|           |           |                                                        |
| Gygax 24’ | Marcatori | 64’ Zuffi 71’ Schirinzi 84’ Schneuwly 90’ Schindelholz |

| Arbitro: | Klossner |

|                                                               |           |  |
| Suchý 7’ Stocker 11’ Bulvītis 14’ (aut.) Degen 84’ Embolo 89’ | Marcatori |  |

| Arbitro: | Graf |

|                               |           |  |
| Radice 21’ Lüscher 49’ (rig.) | Marcatori |  |

| Arbitro: | Pache |

|                  |           |             |
| Lüscher 50’, 69’ | Marcatori | 52’ Nuzzolo |

#### Seconda fase, girone di ritorno
| Arbitro: | Schörgenhofer |

|                                        |           |             |
| Vitkieviez 38’ Karanović 77’, 83’, 88’ | Marcatori | 58’ N'Ganga |

| Arbitro: | Erlachner |

|                       |           |  |
| Sanogo 29’ Cássio 71’ | Marcatori |  |

| Arbitro: | Schärer |

|            |           |                          |
| Senger 11’ | Marcatori | 44’ Lezcano 72’ Rangelov |

| Arbitro: | Hänni |

|                         |           |  |
| Rüfli 69’ Christofī 78’ | Marcatori |  |

| Arbitro: | Graf |

|                           |           |             |
| Ioniță 50’, 90’ Burki 72’ | Marcatori | 64’ Vukušić |

| Arbitro: | Pache |

|                     |           |                         |
| Frey 2’ Nuzzolo 59’ | Marcatori | 73’ Senger 75’ González |

| Arbitro: | Bieri |

|                                                   |           |  |
| N'Ganga 39’ Senger 67’ Lüscher 76’ Martignoni 90’ | Marcatori |  |

| Arbitro: | Studer |

|            |           |                                 |
| N'Ganga 6’ | Marcatori | 28’ Dié 34’ Delgado 79’ Stocker |

| Arbitro: | Hänni |

|                              |           |                       |
| Henrique 3’ Schönbächler 81’ | Marcatori | 56’ Lüscher 83’ Burki |

### Coppa Svizzera
| 18 agosto 2013, ore 16:00 CEST Primo turno | Neuchâtel Xamax | 1 – 3 | Aarau |  |

| 14 settembre 2013, ore 18:00 CEST Secondo turno | Buochs | 1 – 5 | Aarau |  |

| 10 novembre 2013, ore 16:00 CET Ottavi di finale | San Gallo | 4 – 0 | Aarau |  |

## Statistiche

### Statistiche di squadra
| Competizione   | Punti | In casa | In casa | In casa | In casa | In casa | In casa | In trasferta | In trasferta | In trasferta | In trasferta | In trasferta | In trasferta | Totale | Totale | Totale | Totale | Totale | Totale | DR  |
| Competizione   | Punti | G       | V       | N       | P       | Gf      | Gs      | G            | V            | N            | P            | Gf           | Gs           | G      | V      | N      | P      | Gf     | Gs     | DR  |
| -------------- | ----- | ------- | ------- | ------- | ------- | ------- | ------- | ------------ | ------------ | ------------ | ------------ | ------------ | ------------ | ------ | ------ | ------ | ------ | ------ | ------ | --- |
| Super League   | 42    | 18      | 7       | 3       | 8       | 34      | 33      | 18           | 5            | 3            | 10           | 21           | 38           | 36     | 12     | 6      | 18     | 55     | 71     | -16 |
| Coppa Svizzera | -     | 0       | 0       | 0       | 0       | 0       | 0       | 3            | 2            | 0            | 1            | 8            | 6            | 3      | 2      | 0      | 1      | 8      | 6      | +2  |
| Totale         | 42    | 18      | 7       | 3       | 8       | 34      | 33      | 21           | 7            | 3            | 11           | 29           | 44           | 39     | 14     | 6      | 19     | 63     | 77     | -14 |

### Andamento in campionato
| Giornata  | 1 | 2 | 3 | 4 | 5 | 6 | 7 | 8 | 9 | 10 | 11 | 12 | 13 | 14 | 15 | 16 | 17 | 18 | 19 | 20 | 21 | 22 | 23 | 24 | 25 | 26 | 27 | 28 | 29 | 30 | 31 | 32 | 33 | 34 | 35 | 36 |
| --------- | - | - | - | - | - | - | - | - | - | -- | -- | -- | -- | -- | -- | -- | -- | -- | -- | -- | -- | -- | -- | -- | -- | -- | -- | -- | -- | -- | -- | -- | -- | -- | -- | -- |
| Luogo     | T | C | T | T | C | T | C | C | T | C  | T  | C  | T  | C  | C  | T  | T  | C  | C  | T  | T  | C  | T  | C  | T  | C  | C  | T  | T  | C  | T  | C  | T  | C  | C  | T  |
| Risultato | P | V | P | N | P | V | P | N | V | P  | P  | V  | P  | N  | P  | V  | P  | V  | N  | V  | P  | P  | V  | P  | P  | V  | V  | P  | P  | P  | P  | V  | N  | V  | P  | N  |
| Posizione | 7 | 5 | 7 | 6 | 8 | 7 | 8 | 8 | 7 | 7  | 9  | 7  | 9  | 8  | 9  | 7  | 8  | 8  | 8  | 8  | 8  | 8  | 8  | 8  | 8  | 8  | 8  | 8  | 8  | 8  | 8  | 8  | 8  | 8  | 8  | 9  |

Legenda:

Luogo: C = Casa; T = Trasferta. Risultato: V = Vittoria; N = Pareggio; P = Sconfitta.

### Statistiche dei giocatori
| S. Andrist    | 13 | 2 | 2 | 0 |
| M. Brahimi    | 4  | 0 | 0 | 0 |
| N. Bulvītis   | 18 | 0 | 3 | 0 |
| S. Burki      | 33 | 2 | 8 | 1 |
| D. Callà      | 17 | 6 | 4 | 0 |
| S. Foschini   | 12 | 0 | 0 | 0 |
| J. Garat      | 27 | 2 | 6 | 1 |
| A. González   | 27 | 3 | 4 | 0 |
| D. Gygax      | 15 | 1 | 1 | 0 |
| L. Hallenius  | 22 | 5 | 1 | 0 |
| A. Ioniță     | 34 | 6 | 8 | 0 |
| K. Jaggy      | 33 | 0 | 4 | 0 |
| O. Jäckle     | 23 | 1 | 6 | 0 |
| S. König      | 4  | 0 | 0 | 0 |
| S. Lüscher    | 32 | 8 | 5 | 0 |
| J. Mall       | 16 | 0 | 2 | 0 |
| D. Marazzi    | 5  | 0 | 0 | 0 |
| B. Martignoni | 24 | 1 | 5 | 0 |
| O. Mouangué   | 5  | 0 | 1 | 0 |
| I. N'Ganga    | 31 | 5 | 2 | 0 |
| L. Radice     | 19 | 1 | 2 | 0 |
| D. Romano     | 2  | 0 | 0 | 0 |
| A. Schultz    | 23 | 3 | 3 | 0 |
| D. Senger     | 26 | 5 | 2 | 0 |
| R. Staubli    | 11 | 2 | 0 | 0 |
| C. Teichmann  | 8  | 0 | 0 | 0 |
| L. Unnerstall | 16 | 0 | 0 | 0 |